# Еспанов, Узак
Узак Еспанов (каз. Ұзақ Еспанов, 15 декабря 1928 год, Макпалколь — ноябрь 2014 года) — директор совхоза «Маданиет» Джалагашского района Кзыл-Ординской области Казахской ССР. Герой Социалистического Труда (1973). Депутат Верховного Совета Казахской ССР.

## Биография
Родился в 1928 году в крестьянской семье в селе Маклакполь. Происходит из подрода тойкожа рода шомекей племени алимулы. В 1944 году начал свою трудовую деятельность рядовым колхозником. В 1947 году поступил на факультет казахского языка и литературы Кызылординского педагогического институт, который окончил в 1951 году.
С 1951 по 1953 год — преподаватель в сёлах Красный Октябрь, Первомайское, Маклакполь Джалагашского района. С 1953 по 1963 год — заведующий Джалагашского районного отдела народного образования. С 1963 по 1969 год — председатель колхозов «20 лет Октября», имени Джамбула Джалагашского района. С 1969 по 1992 — директор совхозов «Маданиет», имени Ленинского комсомола Джалагашского района.
Указом Президиума Верховного Совета СССР от 10 декабря 1973 года был удостоен звания Героя Социалистического Труда с вручением ордена Ленина и золотой медали «Серп и Молот».
В 1976 году избирался делегатом XIV съезда Компартии Казахстана. В 1985—1990 годах избирался депутатом Верховного Совета Казахской ССР, депутатом областного Совета народных депутатов.
В 1991 году вышел на пенсию. С 1992 года — председатель районного совета ветеранов.
Скончался в ноябре 2014 года.
Сочинения
Автор нескольких книг на казахском языке:
- «Сыр күріші — ел ырысы»
- «Өрелі өзгерістер»
- «Көңілім-көктем»
- «Шуақты күн»

## Награды
- Герой Социалистического Труда — указом Президиума Верховного Совета СССР от 10 декабря 1973 года
- Орден Ленина
- Орден Октябрьской Революции
- Орден Трудового Красного Знамени — дважды
- Почётный гражданин Жалагашского района